# Wolfenschiessen
Wolfenschiessen este un oraș în Elveția.